# Grave Peril
Grave Peril è un romanzo fantasy contemporaneo giallo scritto da Jim Butcher. È il terzo romanzo nella serie The Dresden Files, che segue le avventure del personaggio di Harry Dresden, l'unico mago professionista nella Chicago dei giorni nostri.

## Nuovi punti introdotti nella serie
- La corte dei vampiri Bianchi: Questi sono i vampiri che si nutrono delle emozioni umane dell'ospite per sopravvivere.
- La corte dei vampiri Neri: Questi sono i vampiri più vicini alle legende di Dracula. Sono cadaveri rianimati che si nutrono del sangue dei viventi. Sono rimasti in pochi per via della popolarità della leggenda di Dracula, ma quei pochi che rimangono sono tra i più forti vampiri conosciuti.
- I cavalieri della Croce: Un gruppo di tre uomini che detiene le spade che i chiodi della crocefissione. Questo conferisce loro poteri ben oltre quelli di un normale spadaccino. La loro fede gli permette di lottare contro ogni tipo di creatura oscura, in particolar modo spiriti e vampiri.

## Edizioni
- Jim Butcher, Grave Peril, prima ed., Penguin Putnam, 2001,  pp. 378, ISBN 0-451-45844-3.